# Titus (gorila)
Titus fue un famoso gorila de montaña. Nacido el 24 de agosto de 1974, fue bautizado por Dian Fossey supuestamente en referencia a la novela Titus Groan de Mervyn Peake. Titus, un gorila de espalda plateada de las montañas Virunga, fue observado por investigadores de manera casi continua durante toda su vida. Su padre Uncle Bert murió víctima de la caza furtiva y su madre Flossie fue considerada negligente en los cuidados de su prole por Fossey. Más adelante pasó a formar parte de un grupo de gorilas predominantemente masculino, en el que Titus habría sido protagonista de en torno a tres cuartas partes de los encuentros homosexuales observados en el grupo. Fue el protagonista en 2008 de un documental titulado Titus: The Gorilla King que fue transmitido y creado por PBS Nature/BBC Natural World. Previamente había aparecido también en Gorilas en la niebla. Falleció el 14 de septiembre de 2009.